# Wäldi
Wäldi es una comuna suiza del cantón de Turgovia, situada en el distrito de Kreuzlingen. Limita al norte con la comuna de Ermatingen, al noreste con Tägerwilen, al sureste con Kemmental, al sur con Wigoltingen, y al oeste con Raperswilen.

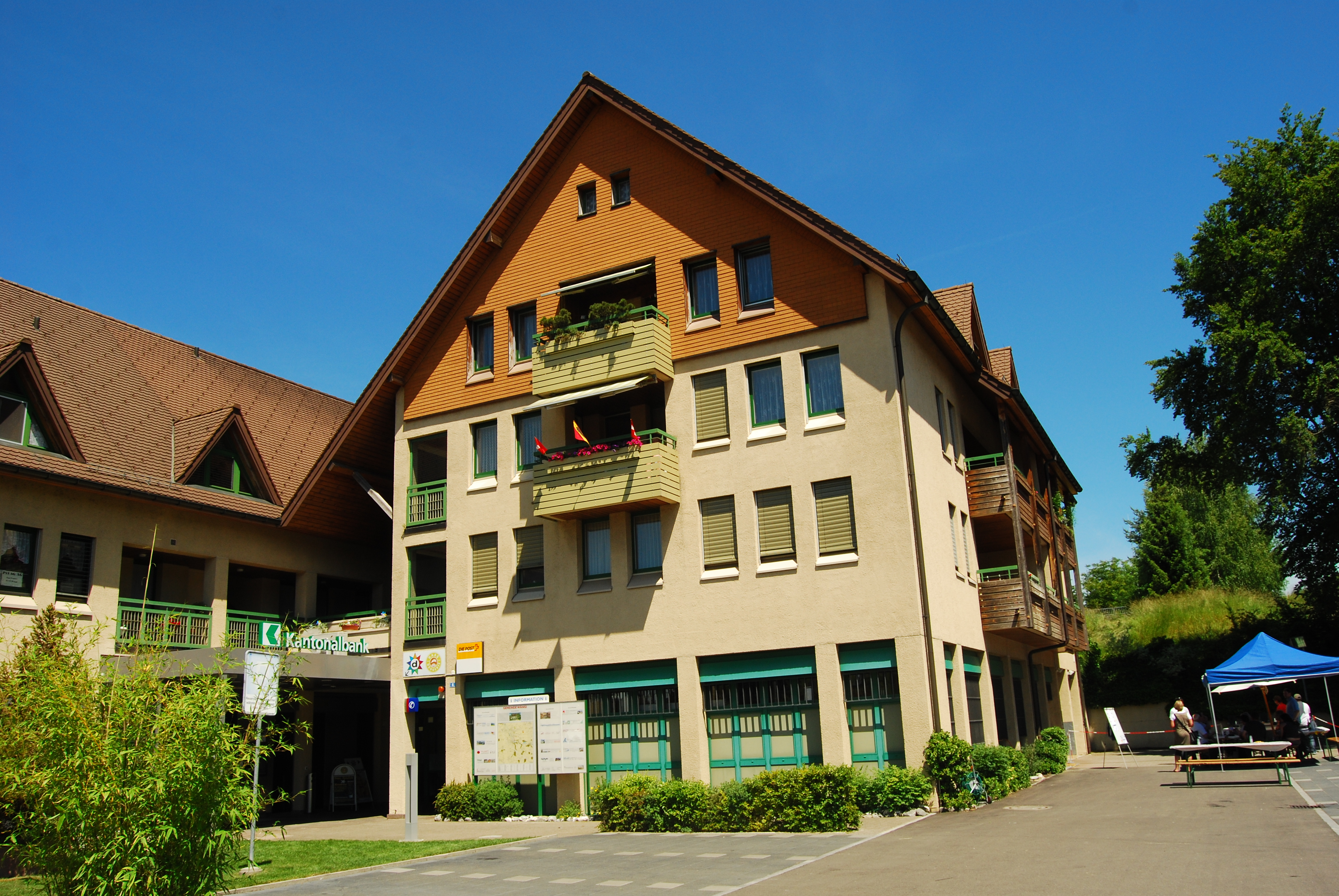
Oficina de correos de Wäldi.